# Paspalum cultratum
Paspalum cultratum là một loài thực vật có hoa trong họ Hòa thảo. Loài này được (Trin.) S.Denham mô tả khoa học đầu tiên năm 2005.